# Victoria Cabrera Valdés
Victoria Cabrera Valdés (1951 - Madrid, 29 d'octubre de 2004) va ser una prehistoriadora espanyola. Durant 25 anys va estar a càrrec, al costat de Federico Bernaldo de Quirós, de les excavacions de les Coves del Monte Castillo. Va ser catedràtica de Prehistòria de la Universitat Nacional d'Educació a Distància (UNED) entre 1998 i 2004.

## Societats
Va pertànyer a diverses societats en diferents països:
- Société Prehistórique Française
- Society for American Archeology
- Palaeoanthropological Society
- Society for Archaeological Sciences

## Obra
Victòria Cabrera té una extensa obra, tant d'articles de revistes científiques com d'obres pròpies i col·lectives. Algunes de elles són:
- Muñoz Amilibia, Ana María; Cabrera Valdés, Victoria; Ripoll López, Sergio; Ripoll i Perelló, Eduard; et. al.. Prehistoria (en castellà). I. 1a.  Lerko Print, S.A. Universidad Nacional de Educación a Distancia (UNED), 2001. ISBN 84-362-4399-4.